# Eva Liedström Adler
Eva Liedström Adler (* 1954) ist eine schwedische Juristin und Regierungsbeamtin.
Sie studierte Jura an der Universität Lund und war später Leiterin der schwedischen Steuerbehörde. Seit 2015 ist sie Generaldirektorin der Arbetsgivarverket (Swedish Agency for Government Employers, SAGE). Liedström Adler gehört zu den 89 Personen aus der Europäischen Union, gegen die Russland im Mai 2015 ein Einreiseverbot verhängt hat.